# Талантливый мистер Рипли (фильм)
«Талантливый мистер Рипли» (англ. The Talented Mr. Ripley) — американский психологический триллер 1999 года, четвёртый полнометражный фильм режиссёра Энтони Мингеллы, снятый по мотивам одноимённого романа Патриции Хайсмит 1955 года. Действие происходит в 1950-х годах, Мэтт Деймон играет Тома Рипли, мошенника, которого отправляют из Нью-Йорка в Италию, чтобы убедить Дикки Гринлифа, богатого и избалованного плейбоя, вернуться домой, однако, потерпев неудачу, Рипли принимает крайние меры. Джуд Лоу, Гвинет Пэлтроу, Кейт Бланшетт и Филип Сеймур Хоффман также исполнят роли второго плана. Этот фильм вышел спустя сорок лет после экранизации, сделанной в 1960 году Рене Клеманом «На ярком солнце» с Аленом Делоном, Морисом Роне и Мари Лафоре.
Фильм получил восторженные отзывы от критиков и снискал коммерческий успех, собрав в мировом прокате 128 миллионов долларов. Он получил 5 номинаций на премию «Оскар», в том числе за лучший адаптированный сценарий и лучшую мужскую роль второго плана (Лоу).

## Сюжет
1958 год. Том Рипли, мало что представляющий из себя молодой человек, мечтает пробиться наверх. Однажды, случайно познакомившись с Гербертом Гринлифом, одним из богатейших людей Америки, и войдя к нему в доверие, Том получает деликатное предложение отправиться в Италию с целью убедить непутёвого сына миллионера перестать транжирить деньги и вернуться домой.
Так Том заводит знакомство с сыном бизнесмена, красавцем Дики Гринлифом, и его невестой Мардж Шервуд. Их роскошная жизнь быстро очаровывает Тома, он легко завоёвывает привязанность Дики, который наотрез отказывается возвращаться под отцовское крыло и продолжает прожигать жизнь в Италии, предлагая Тому присоединиться к нему и его друзьям. Молодые люди проводят вместе целые дни. Однако Дики — человек увлекающийся и быстро остывающий. Скучный и неуверенный в себе Том быстро надоедает Дики. К тому же Дики пугает странная привязанность Тома к нему. Однажды, плавая вдвоем на лодке, в разгар ссоры Дики высказывает Тому всё, что он о нём думает, а тот, в свою очередь, впав в ярость, бьёт Дики веслом по голове и случайно убивает его. Скрыв тело и улики, Рипли начинает новую жизнь.
Выдавая себя за Дики, он переезжает в Рим, предварительно послав Мардж от имени Дики прощальное письмо. Применяя свое умение подделывать подписи, он получает доступ к деньгам Дики и начинает вести роскошную жизнь. Но яркая личность Дики была многим знакома в Риме — если не близко, то хотя бы понаслышке. Том случайно встречает богатую наследницу Мередит Лоуг, которая сама подходит к нему, приняв его за Дики. Том продолжает выдавать себя за Дики и «признаётся» Мередит, что бросил Мардж. Мередит приглашает его в оперу — место, где знакомых Дики, любителей джаза, встретить практически невозможно. В опере Том знакомится с людьми из окружения Мередит, которые много слышали о Дики, но не знали его лично. Здесь же он случайно сталкивается с Мардж, которая приехала сюда со своим другом Питером.
Питер слышал о Томе и приглашает его к себе в Венецию прокатиться на гондолах. Мардж удивляется внешнему преображению Тома и тому, что он не вернулся домой. Она начинает расспрашивать Тома о Дики, но Том уверяет, что давно не встречался с ним. В это же время Питер узнает в толпе Мередит и хочет позвать её. Том, испугавшись разоблачения, быстро прощается с Мардж и Питером, договорившись позавтракать с ними следующим утром в кафе. Затем Том уводит Мередит из оперы. Во время прогулки Том, выдавая себя за Дики, говорит, что всё ещё любит Мардж, но будет рад разделить с Мередит прощальный завтрак — в том же кафе, где назначена его встреча с Мардж и Питером.
Между тем, отец Дики нанимает частного сыщика по имени Элвин МакКэррон, который пытается выяснить обстоятельства исчезновения Дики. Через некоторое время в Италию приезжает и сам мистер Гринлиф. Подозрения Мардж относительно Тома усиливаются, когда она находит у него кольца Дики. Полиция также пристально следит за Томом после исчезновения Фредди Майлза — близкого друга Дики. Во время одной из встреч МакКэррон говорит Тому, что полиция уверена, что это Дики убил Фредди, а затем покончил с собой. Кроме того, мужчина сообщает Тому, что мистер Гринлиф хочет оформить часть трастового фонда Дики на него — в знак благодарности за помощь его семье, и как гарантию того, что Том никогда никому не расскажет о случившемся с Дики.
В финале картины Том уверен, что ему всё сошло с рук. Он отправляется вместе с Питером в путешествие в Грецию. Однако на корабле он встречает Мередит, уверенную, что он — Дики. Том решает убить Питера — экран гаснет, но слышно, как Том начинает душить Питера после долгой и откровенной беседы.

## В ролях
- Мэтт Деймон — Том Рипли (Борис Шувалов)
- Джуд Лоу — Дики Гринлиф (Всеволод Кузнецов)
- Гвинет Пэлтроу — Мардж Шервуд (Светлана Степченко)
- Кейт Бланшетт — Мередит Лоуг (Ольга Плетнёва)
- Филип Сеймур Хоффман — Фредди Майлз (Олег Куценко)
- Джек Дэвенпорт — Питер Смит-Кингсли (Алексей Мясников)
- Джеймс Ребхорн — Герберт Гринлиф (Владимир Антоник)
- Серджо Рубини — Инспектор Роверини (Леонид Белозорович)
- Розарио Фиорелло — Фаусто (Андрей Казанцев)
- Филип Бейкер Холл — Элвин МакКэррон (Юрий Саранцев)
- Селия Уэстон — Тётя Джоан (Марина Тарасова)
- Лиза Айкхорн — Эмили Гринлиф
- Стефания Рокка — Сильвана
- Джузеппе Фьорелло — жених Сильваны
- Ивано Марескотти — полковник Верреччиа
- Гретчен Эголф — Фрэнсис

На русский язык фильм дублирован студией «Мосфильм-Мастер» по заказу компании «West».

## Создание

### Сценарий
Фильм снят по мотивам одноименного романа Патриции Хайсмит, первого в серии о Томе Рипли — в 1960 году Рене Клеман уже экранизировал его под названием «На ярком солнце» — Тома Рипли сыграл Ален Делон. Полное название фильма указано в начальных титрах — «Невинный, загадочный, тоскующий, скрытный, печальный, одинокий, озадаченный, смущённый, любящий, музыкальный, одарённый, умный, красивый, нежный, чувствительный, преследуемый, страстный, талантливый мистер Рипли» (англ. The Innocent Mysterious Yearning Secretive Sad Lonely Troubled Confused Loving Musical Gifted Intelligent Beautiful Tender Sensitive Haunted Passionate Talented Mr. Ripley).
В картине Мингеллы некоторые жестокие мотивы романа и его первой экранизации (1960) смягчены: например, Рипли убивает Дики во время морской прогулки случайно, а не преднамеренно, как в книге. Кроме того, в первом фильме нет даже намека на гомосексуальность Тома, показанную в экранизации Мингеллы. И если в конце фильма «На ярком солнце» Рипли был всё-таки разоблачён, то финал картины с Мэттом Деймоном остаётся неясен: в последнем эпизоде Том в каюте корабля душит своего любовника Питера, чтобы убрать последнего свидетеля (сам момент убийства не показывается), но дальнейшая судьба Рипли неизвестна.

### Кастинг
Газета «The Guardian» сообщила, что Леонардо ДиКаприо отказался от главной роли — в итоге её сыграл Мэтт Деймон. Энтони Мингелла поставил условие продюсерам, что должен сам выбрать исполнителя главной роли. Мингелла пригласил Деймона в проект, увидев его в картине «Умница Уилл Хантинг» — по мнению режиссёра в нём была необходимое сочетание «достоверности, теплоты и щедрости», чтобы вызвать сочувствие зрителей и помочь им понять, как «думает и действует Том». Чтобы подготовиться к роли Деймон похудел на 30 фунтов (около 13,5 килограмм) и научился играть на пианино. Также, чтобы Рипли выглядел гораздо бледнее Мардж и Дики, на Дэймона наносили дополнительный грим.
Персонаж Мередит Лоуг отсутствует в романе, а роль второго плана была значительно расширена для Кейт Бланшетт — Мингелла был «очарован» актрисой после личной встречи, и был приятно удивлён, узнав, что она хочет сыграть в картине — тогда режиссёр и сценарист проекта значительно увеличил экранное время персонажа: «Каждый вечер, когда я садился за доработку сценария, роль Мередит становилась чуть больше». «Меня удивило, что люди говорили не о самой роли, а её размерах — по-моему, Мередит такой странный и интересный персонаж», — вспоминала Бланшетт.
Джуда Лоу Мингелла увидел в главной роли в проекте «Мудрость крокодилов», когда его жена Кэролайн Чоа работала над независимой картиной в качестве продюсера — Мингеллу впечатлила работа Лоу, и он предложил молодому актёру роль Дики; однако «с упрямством, достойным Дики» Джуд Лоу отклонил предложение, так как не хотел играть «красивого мальчика», но узнав, какой актёрский состав собрал Мингелла, согласился сняться в фильме. В отличие от Деймона, Лоу наоборот набрал вес, чтобы выглядеть более атлетично, и освоил саксофон, а во время съёмок актёр сломал ребро, упав на спину во время съёмок убийства в лодке. Мингелла искал «кого-то полного харизмы, человека, который может влюбить в себя и женщину, и мужчину — вокруг него вертится вся история».

### Костюмы
Дизайнер Энн Рот получила номинацию на премию «Оскар» за работу над костюмами в фильме. Большинство винтажной одежды Тома было перешито, чтобы подчеркнуть его происхождение, которое Рот описала как "очень американское восточное побережье, но… это всё же одежда от «Sears»; дизайнер Гэри Джонс подчеркнул, что фирменный вельветовый жакет Тома — как раз такая вещь.
Вся одежда Дики была сшита на заказ нью-йоркским портным Джоном Тюдором, чтобы продемонстрировать богатое происхождение персонажа и расточительный, в каком-то смысле, «ленивый» образ жизни. «Моя работа заключалась в том, чтобы показать этого состоятельного американского юношу, живущего в Европе на очень ограниченное пособие, но привыкшего к шикарной жизни. Он одет в куртку и шорты, или в куртку и льняные брюки. Именно этот пиджак должен был отражать богатое происхождение Дики», — объяснила Рот.
По словам Рот, в случае с Мардж, которая по сей день считается одной из икон кинематографического стиля, её шикарный гардероб больше связан с отношением к жизни, чем с реальными вещами: «Она не покупает себе одежду. Это одежда, которую родители приобрели для неё ещё в школе. Но если бы кто-нибудь спросил её, где она купила эти мокасины, Мардж вряд ли бы смогла ответить на этот вопрос. Ей это просто неинтересно. Как и с именами дизайнеров: „Томми… как его там…“. По ходу фильма гардероб Мардж меняется от светлого белья и бикини к более тёмным тонам и тканям, прикрывающим тело — это отражает изменения в характере девушки, когда Рипли начинает сеять хаос.

### Съёмки
За исключением начальных сцен в Нью-Йорке, фильм был полностью снят в Италии — в частности, в коммуне Позитано, деревушках Искья и Прочида на островах, а также в Неаполе, который превратился в вымышленный город Монджибелло (англ. Mongibello). Сцены в Сан-Ремо на самом деле снимали в Анцио — курортном городке рядом с Римом; в эпизодах появляются узнаваемые пейзажи и места — Пьяцца Навона, Испанская лестница, Площадь Испании, а также кафе „Флориан“ на Площади Святого Марка в Венеции. Непредсказуемые погодные условия — чаще всего, проливной дождь — вносили свои изменения в съёмочный график: „Мы пытались показать прекрасный мир Южной Италии, но никогда не могли сделать её красивой… Приходилось прерывать съёмки сцены — актёры произносили 2-3 слова, а затем опять начинался дождь…“. Фил Брей (англ. Phil Bray) работал фотографом на площадке.

### Музыка
Музыку к фильму написал композитор Габриэль Яред — его работа была отмечена номинациями на премии „Оскар“, „Золотой глобус“ и „BAFTA“ в категории „Лучшая музыка к фильму“, но не получила ни одной из этих наград. Также во время посещения оперы персонажи слушают „Евгения Онегина“ Петра Ильича Чайковского. Дэймон сам спел песню „My Funny Valentine“ — музыкальный супервайзер картины Грэм Уокер боялся, что его придётся переозвучить, но съёмочная группа осталась в восторге от исполнения актёра: „Он был великолепен. Его версия песни такая красивая и чувственная, что с трудом верится в то, что он непрофессиональный певец“.
1. Мэтт Деймон, Джуд Лоу, Fiorello & The Guy Barker International Quintet — «Tu vuò fa l’americano»
2. Мэтт Деймон & The Guy Barker International Quintet — «My Funny Valentine»
3. Габриэль Яред — «Italia»
4. Шинейд О’Коннор — «Lullaby For Cain»
5. Габриэль Яред — «Crazy Tom»
6. Charlie Parker — «Ko-Ko»
7. Майлз Дэвис — «Nature Boy»
8. Габриэль Яред — «Mischief»
9. Габриэль Яред — «Ripley»
10. Guy Barker, Pete King, Iain Dixon, Robin Aspland, Arne Somogyi & Clark Tracey — «Pent-Up House»
11. Марино Марини — «Guaglione»
12. The Guy Barker International Quintet — «Moanin’»
13. Габриэль Яред — «Proust»
14. Guy Barker, Pete King, Iain Dixon, Robin Aspland, Arne Somogyi & Clark Tracey — «Four»
15. Габриэль Яред — «Promise»
16. Диззи Гиллеспи — «The Champ»
17. Габриэль Яред — «Syncopes»
18. Clifford Gurdin & The London Metropolitan Ensemble — «Stabat Mater»
19. John Martyn & The Guy Barker International Quintet — «You Don’t Know What Love Is»

## Релиз

### Кассовые сборы
Премьера фильма состоялась 12 декабря 1999 года в театре „Fox Bruin“, а 25 декабря картина вышла в прокат США — на старте фильм показывали в 2 307 кинотеатрах. В первые выходные фильм собрал в Америке $12 738 237. После 53 недель в прокате фильм собрал $81 298 265 в США и $47,5 миллионов за рубежом — общие сборы составили $128 798 265 при бюджете $40 миллионов.

### Критика
Фильм получил в основном положительные отзывы критиков. На сайте „Rotten Tomatoes“ картина получила 85 % одобрения на основе 136 обзоров, средняя оценка — 7.30 из 10: „Тревожная игра Дэймона с точной режиссурой Мингеллы выделяет этот триллер среди других картин жанра“. На сайте Metacritic» фильм набрал 76 баллов из 100 на основе 35 обзоров критиков — преимущественно, положительных. Зрители дали фильму оценку «C+» на портале «CinemaScore». На сайте «Кинопоиск» у фильма рейтинг 7.7 на основе 102 498 оценок зрителей; на «Internet Movie Database» — 7.4 из 10 на основе оценок 205 267 пользователей (на май 2022).
Роджер Эберт оценил картину на 4 звезды из 4: «Умный триллер, хитро заставляющий зрителя идентифицировать себя с Томом Рипли… Он — чудовище, но мы не хотим, чтобы он попался». В обзоре для «The New York Times» Джанет Маслин оценила игру Джуда Лоу: «Звёздная роль для неестественно талантливого британского актёра Джуда Лоу. Мало того, что он невероятно хорош собой, мистер Лоу даёт персонажу маниакальную, дразнящую силу манипулировать всеми — мужчинам и женщинами — с которыми он знаком». Журнал «Entertainment Weekly» дал фильму оценку «A-», Лиза Шварцбаум написала: «Вполне понятно, почему Дэймона выбрали на эту роль — он очаровывает зрителей своим мальчишеством… Такая обманчивая внешность делает своё дело, когда на лице Дэймона мелькает обезоруживающая улыбка, а взгляд бойскаута заставляет забыть о том, что перед нами убийца. И эта неясность пугает». Шарлотта О’Салливан из «Sight & Sound» охарактеризовала картину, как «напряжённый, пугающий триллер (единственная проблема которого — провисающее повествование в середине фильма и неубедительная история одержимости Мередит), в котором правит бал яркая, но никчёмная жизнь».
Журнал «Time» назвал фильм одной из лучших картин года — «невероятный взгляд на криминальный детектив Патриции Хайсмит». Джеймс Берардинелли оценил фильм в 2,5 звезды из 4, назвав фильм «достойной экранизацией, которая будет держать внимание зрителей от начала до конца», однако назвал игру Дэймона «слабой», а также отметил слишком большую продолжительность картины, которую «следовало уменьшить минут на 15». Также Берарлдинелли считает, что «На ярком солнце» вышел более удачным, и присвоил фильму 4 звезды: «Да, ремейк ближе к оригинальному роману Хайсмит, но результат вышел значительно хуже. Сказать, что „талантливый мистер Рипли“ проигрывает фильму „На ярком солнце“ — не сказать ничего. Практически по каждому пункту фильм Рене Клемента превосходит работу Мингеллы — от оператора до актёров и сценария. Возможно Мэтт Дэймон неплохо смотрится в роли Тома Рипли, но это правда лишь для тех зрителей, кто не видел игру Алена Делона».
Эндрю Саррис в обзоре для «The New York Observer»: «Это достаточно увлекательно путешествие, которое закончилось слишком быстро. Однако не всем понравилось послевкусие аморальности и безнаказанности происходящего». В статье «The Guardian» Питер Брэдшоу назвал фильм «прекрасным изображением великой правды об очаровательных людях, которым есть что скрывать: а именно, их невероятную зависимость от окружающих. Когда зритель понимает это, этот триллер перестаёт создавать напряжение и превращается в неубедительное исследование человеческой натуры». Эми Тобин в обзоре «The Village Voice» назвала Мингеллу «псевдо-художником и режиссёром, которого больше интересует кассовая судьба картины — это не позволяет ему копнуть глубже, превращая фильм в „замануху“ для туристов. Такой же эффект производит чтение газеты „National Enquirer“ в кафе с видом на Адриатическое море».
Режиссёр Флориан Хенкель фон Доннерсмарк назвал картину одной из самых любимых. Он привлёк композитора Габриэля Яреда к работе над проектом «Жизнь других» и позвал оператора Джона Сила в свой фильм «Турист».

### Награды
Картина получила несколько номинаций и премий от организаторов престижных кинонаград:
Премии:
- 1999 — 2 премии Национального совета кинокритиков США: «Лучший режиссёр» (Энтони Мингелла) и «Лучшая мужская роль второго плана» (Филип Сеймур Хоффман), а также попадание в десятку лучших фильмов года
- 2000 — премия Blockbuster Entertainment за «Лучшую мужскую роль второго плана» (Джуд Лоу), а также 3 номинации: «Лучшая мужская роль» (Мэтт Деймон), «Лучшая женская роль» (Гвинет Пэлтроу), «Лучшая женская роль второго плана» (Кейт Бланшетт)
- 2000 — премия BAFTA за «Лучшую мужскую роль второго плана» (Джуд Лоу), а также 6 номинаций: «Лучший фильм» (Уильям Хорберг, Том Стернберг), «Лучший режиссёр» (Энтони Мингелла), «Лучшая женская роль второго плана» (Кейт Бланшетт), «Лучший адаптированный сценарий» (Энтони Мингелла), «Лучшая музыка к фильму» (Габриэль Яред) и «Лучшая операторская работа» (Джон Сил)
- 2000 — премия «Выбор критиков» за «Лучшую музыку к фильму» (Габриэль Яред), а также номинация на «Лучший фильм»

Номинации:
- 2000 — 5 номинаций на премию «Оскар»: «Лучшая мужская роль второго плана» (Джуд Лоу), «Лучший адаптированный сценарий» (Энтони Мингелла), «Лучшая музыка к фильму» (Габриэль Яред), «Лучшая работа художника—постановщика» (Рой Уолкер, Бруно Цезари) и «Лучший дизайн костюмов» (Энн Рот, Гэри Джонс)
- 2000 — 5 номинаций на премию «Золотой глобус»: «Лучший драматический фильм», «Лучший режиссёр» (Энтони Мингелла), «Лучшая мужская роль в драматическом фильме» (Мэтт Деймон), «Лучшая мужская роль второго плана» (Джуд Лоу) и «Лучшая музыка к фильму» (Габриэль Яред)
- 2000 — 2 номинации на премию «Сатурн»: «Лучший приключенческий фильм, боевик или триллер» и «Лучшая мужская роль второго плана» (Джуд Лоу)
- 2000 — 6 номинаций на премию «Спутник»: «Лучший драматический фильм», «Лучший режиссёр» (Энтони Мингелла), Лучшая мужская роль второго плана в драматическом фильме" (Джуд Лоу), «Лучший адаптированный сценарий» (Энтони Мингелла), «Лучшая операторская работа» (Джон Сил) и «Лучший монтаж» (Уолтер Мёрч)
- 2000 — номинация на премию Гильдии сценаристов США за «Лучший адаптированный сценарий» (Энтони Мингелла)
- 2000 — номинация на Золотого медведя Берлинского кинофестиваля (Энтони Мингелла)
- 2000 — премия Национального общества кинокритиков США за «Лучшую мужскую роль второго плана» (Филип Сеймур Хоффман)
- 2000 — 2 номинации на премию канала «MTV»: «Лучший злодей» (Мэтт Деймон) и «Лучший музыкальный момент» (Мэтт Деймон, Джуд Лоу, Фиорелло, «Tu Vuo' Fa L’Americano»)
- 2000 — 2 номинации на премию Лондонского кружка кинокритиков: «Лучшая мужская роль второго плана» (Джуд Лоу) и «Лучший сценарий» (Энтони Мингелла)

### Выход на видео
В России фильм на VHS и DVD выпустила компания «West Video». На DVD фильм вышел 26 декабря 2000 года. Позже картину перевыпустила компания «Кармен Видео» в обычном издании и серии «Коллекция Miramax: Проверено временем». Компания также выпустила фильм на Blu-Ray 25 декабря 2013. Все издания фильма на домашнем видео включали одинаковый набор дополнительный материалов:
- Короткометражный фильм «Inside The Talented Mr. Ripley» (22:34): рассказ создателей о съёмках картины, закадровые съёмки, а также сцены и диалоги, не попавшие в финальную версию.
- Короткометражный фильм «Reflections On The Talented Mr. Ripley» (14:42), или «Cast & Crew Interviews» на DVD-релизе: интервью с Энтони Мингеллой, Мэттом Дэймоном, Джудом Лоу, Гвинет Пэлтроу, Кейт Бланшетт и Филипом Сеймуром Хоффманом.
- Короткометражный фильм «The Making Of The Soundtrack» (8:25): рассказ режиссёра Энтони Мингеллы и композитора Габриэля Яреда о создании и записи саундтрека фильма.
- Тизер (2:10) и театральный трейлер (2:34).